# Walter Salles
Walter Moreira Salles Jr. (ur. 12 kwietnia 1956 w Rio de Janeiro) – brazylijski reżyser, scenarzysta i producent filmowy.

## Życiorys
Jego pierwszy zauważony film – Obca ziemia (1995) – został obsypany nagrodami. Najpierw otrzymał tytuł filmu roku w Brazylii, a następnie zdobył uznanie na arenie międzynarodowej. Dworzec nadziei (1998) był kolejną sensacją, którą zgotował publiczności Salles. W Berlinie otrzymał Złotego Niedźwiedzia, a od Amerykańskiej Akademii Filmowej – dwie nominacje oscarowe. Także W cieniu słońca (2001) zdobył uznanie krytyki już w chwili premiery w konkursie głównym na 58. MFF w Wenecji. Dzienniki motocyklowe (2004) – film o młodym Guevarze (znanym później jako Che) – też doczekał się wielu nominacji do nagród filmowych.
Zasiadał w jury sekcji "Cinéfondation" na 52. MFF w Cannes (1999) oraz w jury konkursu głównego na 55. MFF w Cannes (2002).
Walter Salles ma brata João Moreira Sallesa – również filmowca.

## Filmografia

### Filmy pełnometrażowe
- Wciąż tu jestem (2024)
- Jia Zhang-ke – chłopak z Fenjanu (Jia Zhang-ke by Walter Salles, 2014) – dokumentalny
- W drodze (On the Road, 2012)
- Linha de Passe (2008)
- Dark Water – Fatum (Dark Water, 2005)
- Dzienniki motocyklowe (Diários de Motocicleta, 2004)
- W cieniu słońca (Abril Despedaçado, 2001)
- Północ (O Primeiro Dia, 1998)
- Dworzec nadziei (Central do Brasil, 1998)
- Obca ziemia (Terra Estrangeira, 1995)
- Kunszt (A Grande Arte, 1991)

### Filmy krótkometrażowe
- Where Has the Time Gone? – segment When the Earth Trembles (2017)
- Kocham kino (Chacun son cinéma ou Ce petit coup au coeur quand la lumière s'éteint et que le film commence) – segment A 8 944 km de Cannes (2007)
- Zakochany Paryż (Paris, je t’aime) – segment Loin du 16e (2006)
- Socorro Nobre (1995)